# Treinta piezas de plata

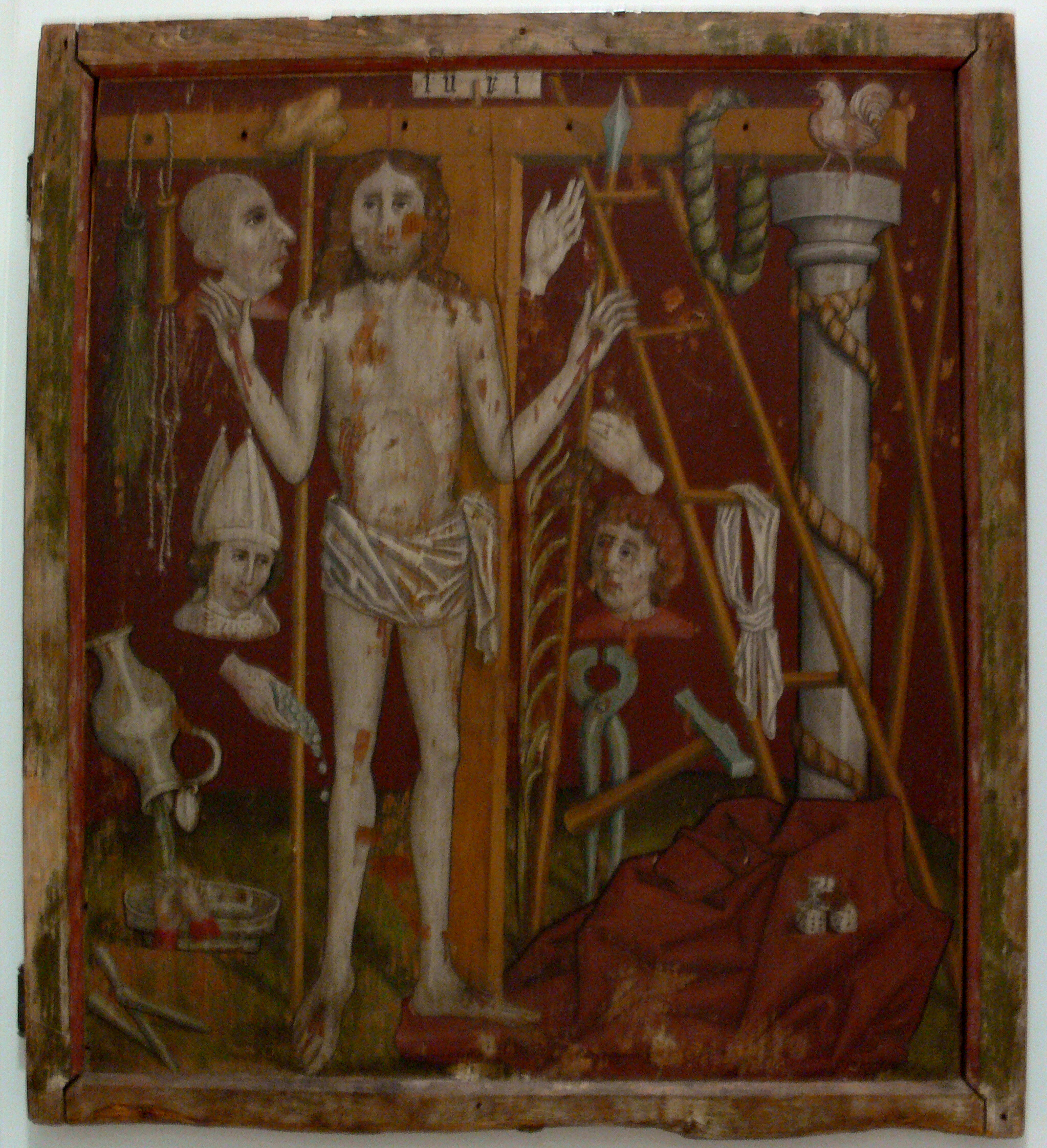
Las treinta piezas de plata como uno de los instrumentos de la Pasión (a la izquierda de la rodilla de Jesús), parte posterior de un retablo austríaco de 1468.

Treinta piezas de plata fue el precio por el cual Judas Iscariote traicionó a Jesús de Nazaret, según el Evangelio de Mateo en el Nuevo Testamento cristiano. Antes de la Última Cena, Judas se dirigió a los sumos sacerdotes y acordó entregar a Jesús a cambio de treinta monedas de plata. Luego de hacerlo, se llenó de remordimiento e intentó devolver el dinero.
El Antiguo Testamento también menciona las treinta piezas de plata en los libros de Éxodo y Zacarías. Algunos académicos sugieren que estas referencias pueden haber estado en la mente de Mateo cuando escribió su relato. 
El Evangelio de Mateo afirma que la posterior compra del campo del alfarero fue el cumplimiento por parte de Jesús de una profecía de Zacarías.
El tipo de monedas no ha podido ser identificado de forma precisa, aunque la imagen ha sido utilizada a menudo en obras de arte que representan la Pasión de Cristo. La frase es usada en literatura y el habla común para referirse a personas que se traicionan a sí mismas o a sus asociados para obtener algún beneficio.
La imagen se ha utilizado a menudo en obras de arte que representan la Pasión de Cristo. La frase se utiliza en la literatura y en el lenguaje común para referirse a las personas que "se venden", comprometiendo una confianza, amistad o lealtad en beneficio propio.

## Narrativa bíblica
Según los Evangelios, Judas Iscariote era un apóstol de Jesús. Antes de la Última Cena, Judas se dirigió a los sumos sacerdotes y acordó entregar a Jesús a cambio de treinta monedas de plata. Luego, Jesús fue arrestado en Getsemaní, donde Judas reveló la identidad de Jesús a los soldados al darle un beso en la mejilla.
Según el capítulo 27 del Evangelio de Mateo, Judas se arrepintió y devolvió el dinero a los sacerdotes antes de suicidarse con una horca. Los sumos sacerdotes decidieron que no podían ponerlo en el tesoro del templo, por lo que fue utilizado para comprar el "campo del alfarero".
Un relato diferente de la muerte de Judas se da en los Libro de los Hechos 1:17-20; en él se cita a Pedro diciendo: "Con el pago que recibió por su maldad, Judas compró un campo; allí cayó de cabeza, se le reventó el cuerpo y se le derramaron todos los intestinos." Aunque el Evangelio de Lucas, que comúnmente se cree que fue escrito por el mismo autor que Hechos, menciona en 22:3-6 que Judas y los jefes de los sacerdotes y los oficiales de la guardia del templo acordaron un precio, no se especifica la cantidad, ni se paga el dinero por adelantado como en Mateo.

## Identificación de las monedas

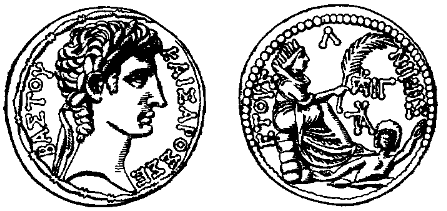
El estatero de Antioquía es una posibilidad para la identidad de las monedas que conformaron las treinta piezas.

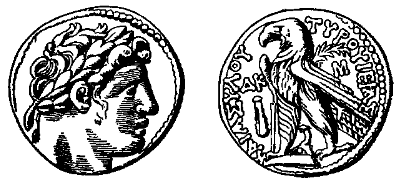
Un siclo tirio, otra posibilidad para el tipo de moneda en cuestión.

El término utilizado en Mateo 26:15 (arguria) significa simplemente "monedas de plata" y existen desacuerdos sobre la identidad de las monedas involucradas. 
Donald Wiseman sugiere dos posibilidades para la identidad de las monedas usadas para pagar a Judas. Podrían haber sido tetradracmas de Tiro, usualmente denominados siclos, o pueden haber sido estateros de Antioquía, que llevaban el rostro de César Augusto. Alternativamente, podrían haber sido tetradracmas tolemaicos.
| Tipo                  | Pureza | Peso de la moneda (g) | Cantidad de plata por moneda (g) | Cantidad de plata en 30 monedas (ozt) | Valor de la plata en 2021 (dólares estadounidenses) |
| --------------------- | ------ | --------------------- | -------------------------------- | ------------------------------------- | --------------------------------------------------- |
| Siclo tirio           | 94 %   | 14                    | 13,16                            | 12,69                                 | 355,32                                              |
| Estátero antioqueño   | 75 %   | 15                    | 11,25                            | 10,85                                 | 303,80                                              |
| Tetradracma tolemaico | 25 %   | 13,5                  | 3,375                            | 3,26                                  | 91,28                                               |
| Tetradracma ateniense | 95 %   | 17,2                  | 16,34                            | 15,76                                 | 441,28                                              |

El siclo tirio pesaba cuatro dracmas atenienses, unos 14 gramos, más que los anteriores siclos israelíes de 11 gramos, pero en aquella época se consideraba el equivalente para las obligaciones religiosas. Debido a que la moneda romana era sólo un 80% plata, los siclos tirios más puros (94% o más) eran necesarios para pagar el impuesto del templo en Jerusalén. Los cambistas a los que se hace referencia en los Evangelios del Nuevo Testamento (Mateo 21:12 y paralelos) cambiaban siclos tirios por moneda romana común.
La moneda tetradracma' ("cuatro dracmas") de Atenas del siglo V a. C. fue quizás la moneda más utilizada en el mundo griego antes de la época de Alejandro Magno (junto con el estatero de Corinto). Presentaba el busto de perfil con casco de Atenea en el anverso (anverso) y un búho en el reverso (reverso). En el uso cotidiano se llamaban γλαῦκες glaukes (búhos), de ahí el proverbio. Γλαῦκ' Ἀθήναζε, 'una lechuza a Atenas', refiriéndose a algo que abundaba, como 'carbón a Newcastle'. El reverso aparece en la cara nacional de las modernas moneda griega de 1 euro. Las dracmas se acuñaron con diferentes pesos en diferentes cecas griegas. El patrón más utilizado fue el ateniense o ático, que pesaba algo más de 4,3 gramos. Una dracma era aproximadamente la paga de un día de un trabajador cualificado. Así que 30 piezas de plata (30 tetradracmas), a cuatro dracmas cada una, serían aproximadamente comparables al salario de cuatro meses (120 días).
En la época medieval, algunas instituciones religiosas exhibían antiguas monedas griegas de la isla de Rodas como ejemplares de las Treinta Piezas de Plata. Los anversos de estas monedas mostraban una cabeza enfrentada del dios del sol Helios, con rayos proyectándose alrededor de la parte superior de la misma. Estos rayos se interpretaron como una representación de la Corona de espinas. El extracanónico Relato de José de Arimatea registra que a Judas se le pagaron 30 piezas de oro, no de plata.

## Interpretación teológica
En el Libro de Zacarías 11:12-12, treinta piezas de plata es la cantidad que Zacarías recibe por su trabajo. Toma las monedas y las arroja "al alfarero". Klaas Schilder señala que el pago de Zacarías indica una evaluación de su valor, así como su despido. En Éxodo 21:32, treinta piezas de  plata eran el precio de un esclavo; por ello, cuando Zacarías califica a dicha cantidad un "precio atractivo", sería un sarcasmo; sin embargo, Barry Webb estima que era una «suma considerable de dinero».
Schilder sugiere que, a continuación, estas treinta piezas de plata «circulan de ida y vuelta por el Espíritu de las profecías». Cuando los sumos sacerdotes deciden comprar un campo con el dinero devuelto, Mateo afirmó que con esta acción «se cumplió lo que había dicho por Jeremías». A saber, «tomaron las treinta piezas de plata, precio del apreciado, según precio puesto por los hijos de Israel; y las dieron para el campo del alfarero, como me ordenó el Señor». Si bien muchos académicos ven un error en la inclusión del nombre de Jeremías, la compra de un campo por parte de Jeremías puede indicar que ambos profetas estaban en la mente de Mateo cuando escribió su evangelio. 
Craig Blomberg argumenta que Mateo estaba usando una tipología en su cita, más que «cualquier clase de realización individual o doble de la profecía real». Según Blomberg, Mateo está diciendo a sus lectores que «como Jeremías y Zacarías, Jesús trata de conducir a su pueblo con un sacerdocio profético y pastoral, aunque termina sufriendo inocentemente en sus manos». Blomberg también señala que Mateo también podría estar diciendo que «la muerte de Jesús es un rescate, el precio pagado para asegurar la libertad de un esclavo» y que el uso del dinero para comprar una terreno de sepultura para extranjeros puede aludir a la idea de que «la muerte de Jesús hace posible la salvación para todos los pueblos del mundo, incluyendo los gentiles».
El Handy Book for Bible Readers (1877) afirma que:
Argurion, argenteus, denarius. Esta palabra aparece en dos pasajes: (A) el relato de la traición de nuestro Señor por "treinta piezas de plata" (Mateo xxvi. 15; xxvii. 3, 5, 6, 9). Normalmente se ha considerado que se trataba de denarios, pero sin fundamento suficiente. El pasaje paralelo en Zacarías (xi. 12, 13), se traduce como 'treinta [piezas] de plata'; pero que sin duda debería leerse, 'treinta siclos de plata', mientras que es observable que 'treinta siclos de plata' era el precio de sangre que debía pagarse en el caso de un siervo muerto accidentalmente (Éxodo, xxi. 32). Por tanto, el pasaje puede explicarse como "treinta siclos de plata", no siclos corrientes, sino tetradracmas del patrón ático de las ciudades griegas de Siria y Foencia. Estos tetradracmas eran comunes en la época de nuestro Señor, y de ellos el stater era un espécimen.
Algunos lo véase como uno de los muchos paralelismos entre Sócrates y Jesús: Como Platón relató en la Apología, cuando Sócrates fue juzgado por impiedad y corrupción de la juventud, sus acusadores, Anteo, Meleto y Licón, pidieron la pena de muerte. Sin embargo, los aliados de Sócrates, Crito, Cristóbulo y Apolodoro, propusieron que se limitara a pagar una multa de treinta minas.

## Relatos y representación en el arte

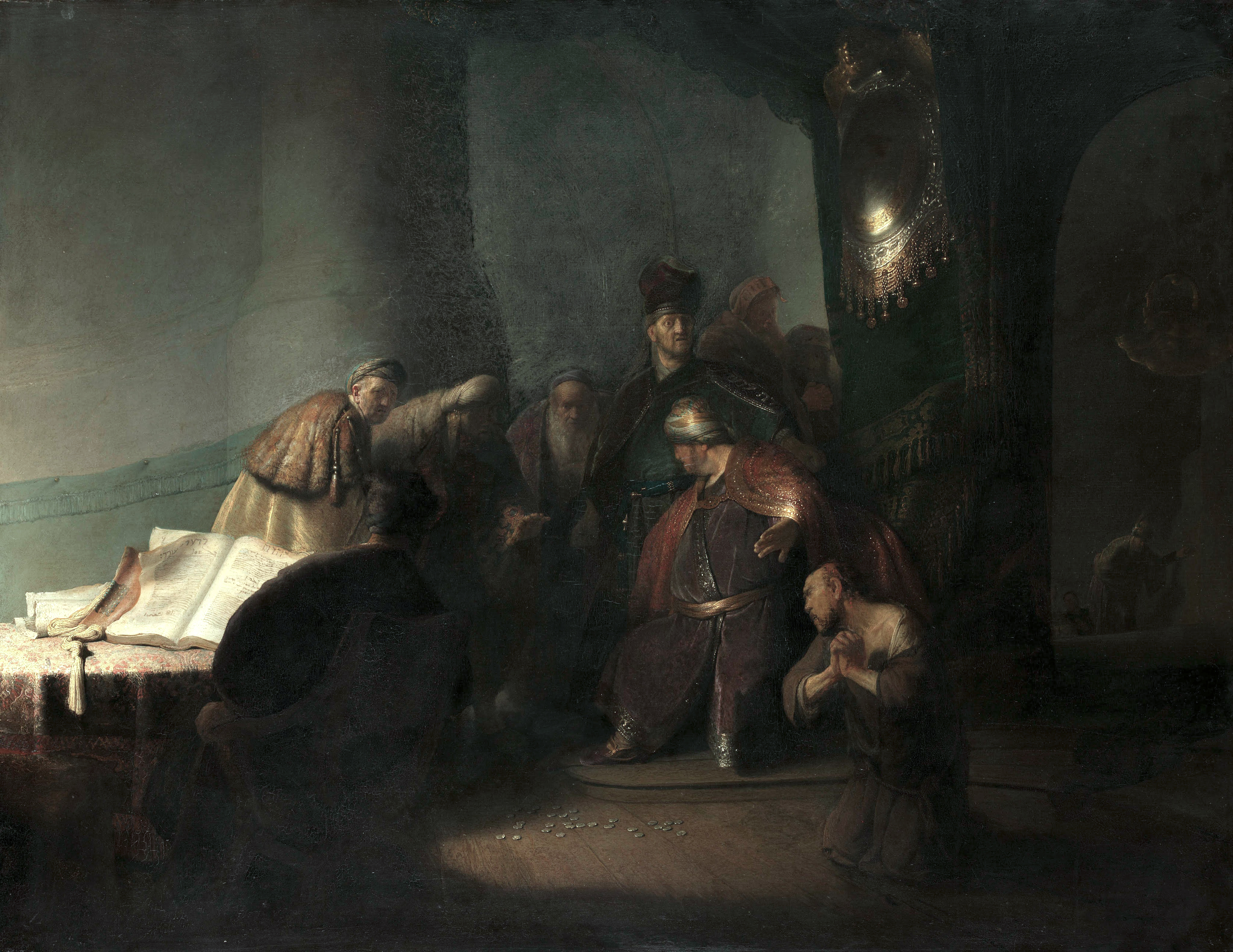
Judas Devolviendo las Treinta Piezas de Plata, de Rembrandt, 1629.

Judas aparece a menudo en escenas narrativas de la Pasión sosteniendo la plata en una bolsa o monedero, donde sirven como atributo para identificarle.  Como uno de los "Instrumentos de la Pasión", las Treinta Piezas por sí solas suelen figurar en grupos de los Instrumentos, sobre todo en la Baja Edad Media, aunque son uno de los elementos menos elegidos del grupo.  A veces se utiliza una bolsa de dinero en las representaciones; o bien, una mano sosteniendo las monedas, o dos manos, mostrando el conteo.

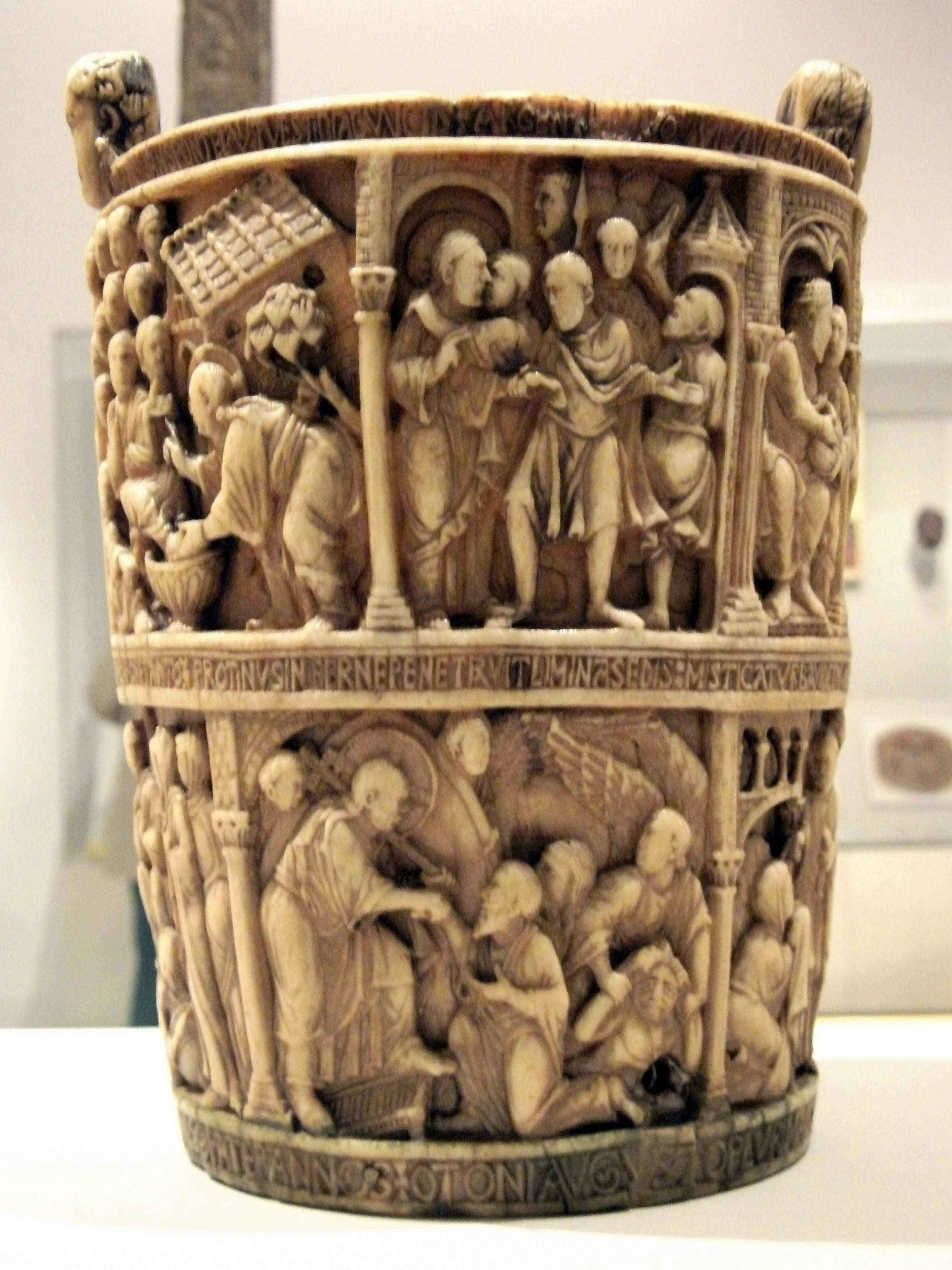
La Situla Basilewsky (920) (Victoria and Albert Museum, Londres)

Los peniques-Judas, monedas antiguas que se dice que son de los treinta originales, eran tratadas como reliquias en la Edad Media, y se creía que ayudaban en casos difíciles de parto. Como componente menor de los Instrumentos, y cuya supervivencia era difícil de explicar dado el relato bíblico del uso del dinero, tanto las reliquias como su representación en el arte aparecen a partir del siglo XIV, más tarde que elementos más importantes como la Corona de espinas o la Lanza de Longinos. Ello fue consecuencia de los nuevos estilos de devoción, liderados por los franciscanos en particular, que promovían la contemplación de la Pasión episodio a episodio, como en el Vía Crucis.  La piedra en la que se dice que se contaron las monedas se encontraba en el Palacio de Letrán de Roma.
Un decadracma Siriaco  conservada en el Hunt Museum, Limerick es una de esas monedas que se afirma que es una de las treinta: inscrito en el monte está Quia precium sanguinis est (latín: "Este es el precio de la sangre").

## Referencias literarias

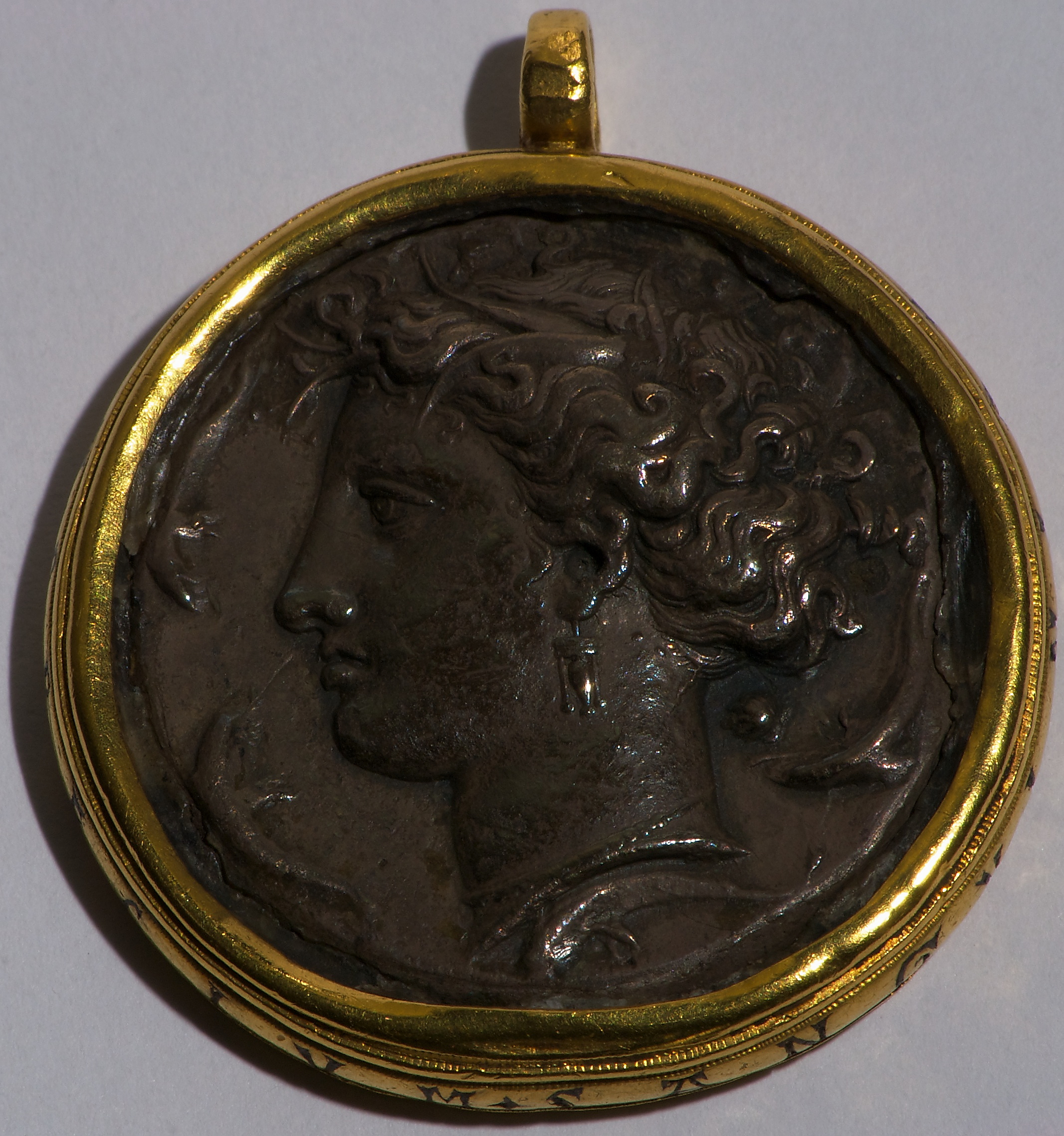
Esta moneda tiene fama de ser una de las llamadas treinta piezas de plata (Hunt Museum).